# 장카이II급 호위함
장카이II급 호위함(중국명:054A型导弹护卫舰 , 영문명:Type 054A frigate， NATO code name:jiangkai II class frigate)은 중국 인민해방군 해군의 최신예 4천톤급 호위함이다. 054A형 호위함이라고도 부른다.2008년에 취역된 徐州함이 1번함이다. 모두 30척이 취역되었다.장카이II급은 054형 호위함의 후속함으로 작전수행능력이 중국해군 원 주력구축함이였던  051형구축함을 초과한다고 평가된다.

## 주요특징
장카이II급은 382형 3차원 레이다탑재로 260km탐지거리 100개목표의 동시탐지능력을 갖추었다. 장카이I급이 사거리 15 km인 단거리 HQ-7 대공미사일 8발이었는데, 장카이II급은 사거리 50 km인 중거리 HQ-16 대공미사일과 YU-8장거리대잠수함 어뢰를 발사가능한 H/AKJ-16형 수직발사시스템(VLS) 32셀로 개량되었다. 제17번함부터는 1130형 CIWS로 원 730형 CIWS 대체, 311형 능동/피동탐측소나로 원 206형소나를 대체하였다.

## 무기체계

### 데이터링크
전술정보처리장치로 ZKJ-5형 탑재했으며 이는 중국해군의 3세대 전술정보처리 장치로 알려져있다. 전술데이터링크 장치는 중국해군표준인 HN-900 시스템이 탑재되었다.

### 함포
PJ-26형 76MM속사함포가 설치되여있으며 이는 러시아산 AK-176M형함포의 중국버전이다.
CIWS시흐템으로는 730형속사함포 2기설치되었으며 BLOCK3부터는 최신형1130형 속사함포로 대체되었다.

### 수직발사시스템(VLS)
미해군Mk.41 VLS시스템과 유사한 8연장 H/AJK-16시스템 4기를 탑재하고있다.이는 HHQ-16중거리방공미사일과 장거리로켓대잠어뢰 발사가능한 VLS시스템이다.

## 기타

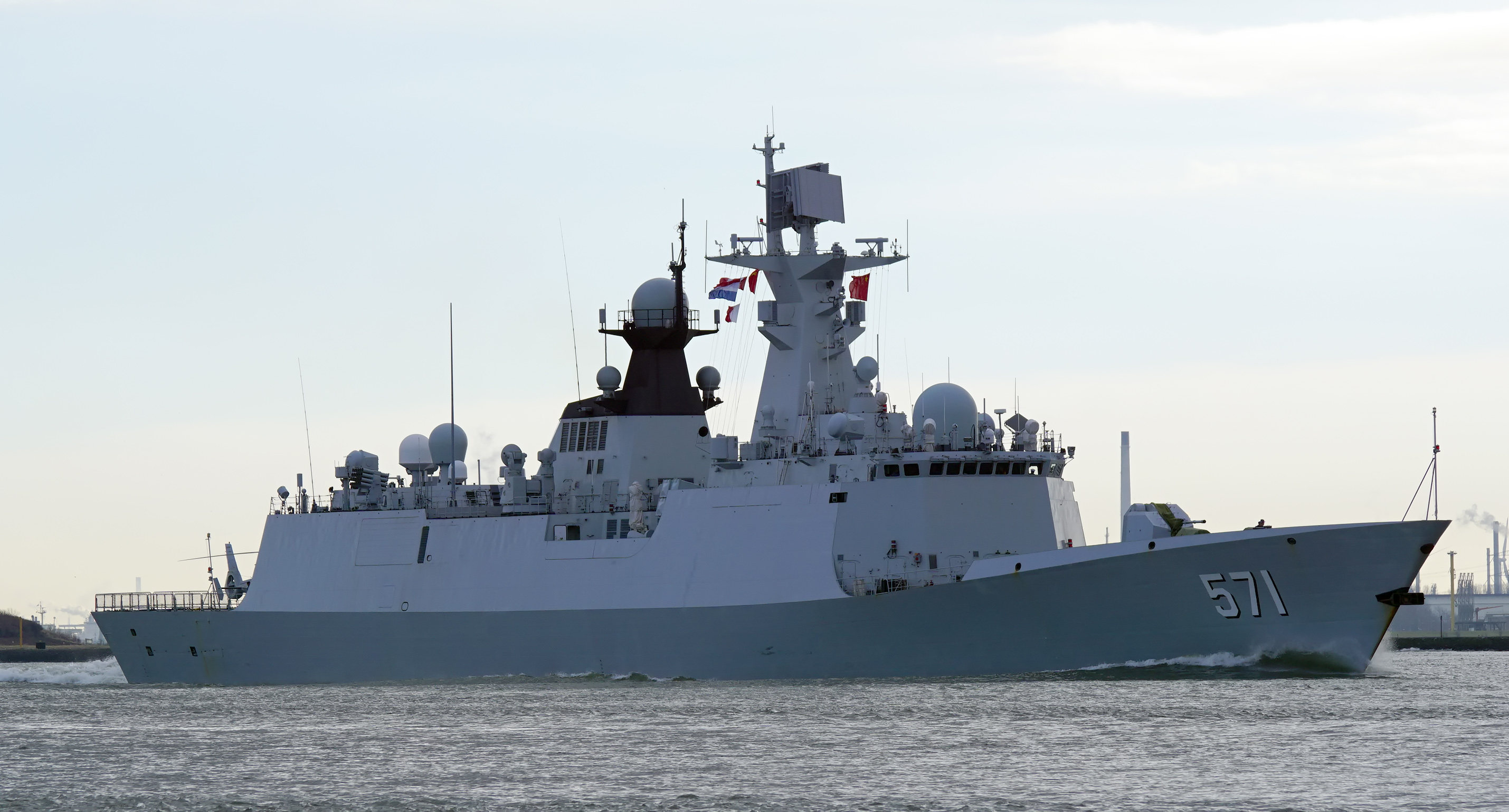
FFG-571 YUNCHEG호

054형 호위함은 중국 인민해방군 해군의 4천톤급 호위함이다. 중화민국이 6척을 수입한 프랑스의 라파예트급 프리깃함과 제원이 거의 똑같다. 25척이 건조되었다.

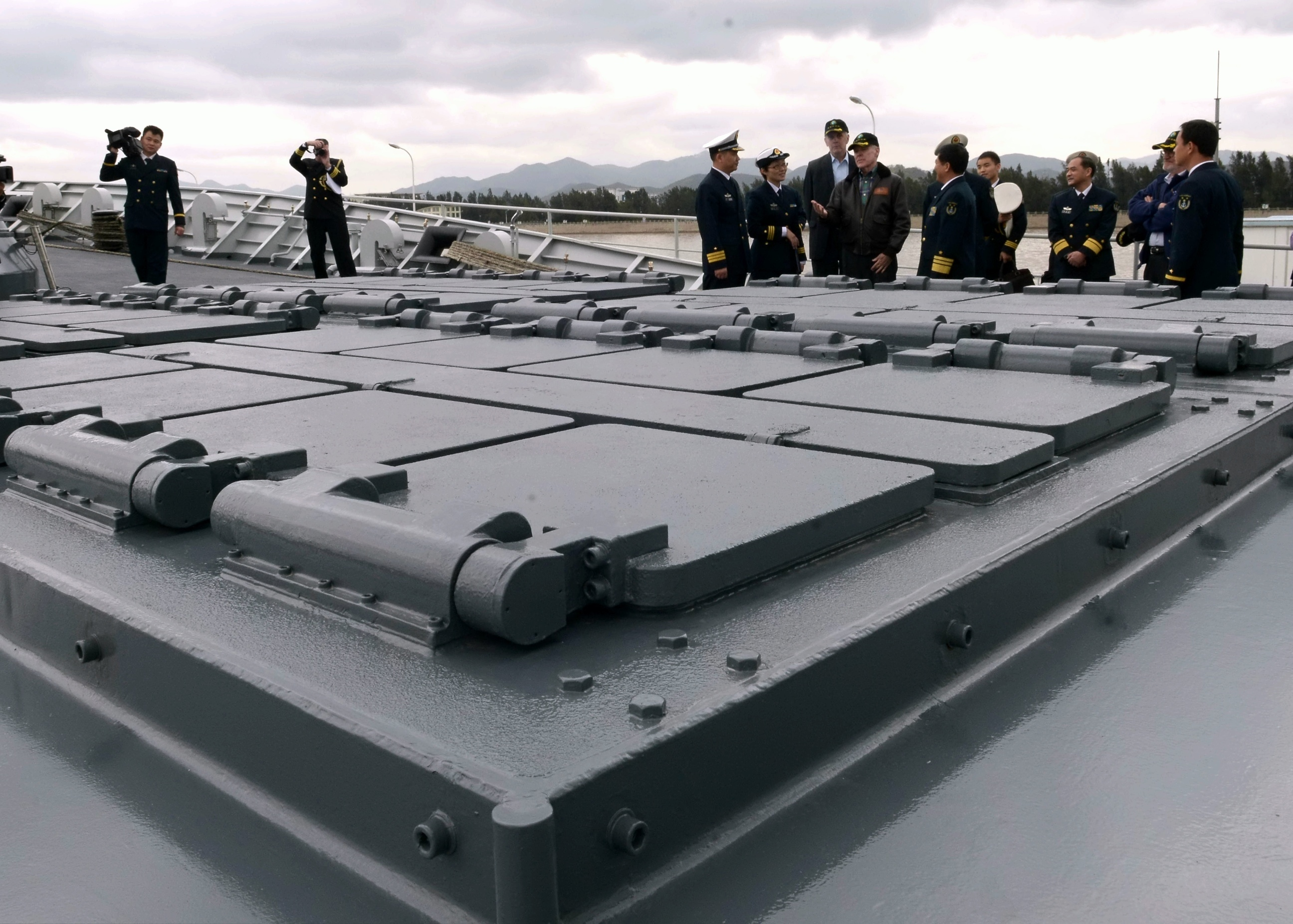
H/AKJ-16형VLS시스템

## 실전기록
2018년 1월 17일, 알레이 버크급 구축함인 호퍼함(DDG-70)이 필리핀 인근 스카버러 섬, 중국명 황옌다오(黃巖島) 인근 12해리(약 22.2km) 안에서 2018년 첫 항행의 자유 작전을 수행했다. 20일 오후 우첸(吳謙) 중국 국방부 대변인은 "17일 미사일 호위함 황산(黃山)함이 미국 함정(호퍼함)을 식별 조사해 경고 후 쫓아냈다"고 발표했다. 항행의 자유 작전은 2015년 10월 라센함(DDG-82)이 스프래틀리 제도, 중국명 난사(南沙)군도에서 시작한 이후 이번까지 9차례 전개됐다.

## 같이 보기
- 충무공이순신급 구축함 -  대한민국 해군의 4천톤급 스탠다드 미사일 구축함
- 하타카제급 구축함 -  일본 해상자위대의 4천톤급 스탠다드 미사일 구축함
- 타치카제급 구축함 -  일본 해상자위대의 4천톤급 스탠다드 미사일 구축함
- 라파예트급 호위함 -  프랑스.사우디 아라비아·싱가포르·중화민국 해군이 사용하는 프리깃함이다.